# Rubus gyamdaensis
Rubus gyamdaensis là loài thực vật có hoa trong họ Hoa hồng. Loài này được L.T. Lu & Boufford mô tả khoa học đầu tiên năm 2003.